# Aeroporto di Rio de Janeiro-Galeão-Antônio Carlos Jobim
L'Aeroporto Internazionale di Rio de Janeiro-Galeão (IATA: GIG, ICAO: SBGL), costruito nel 1952 nel quartiere di Ilha do Governador ed intitolato al musicista Antônio Carlos Jobim, è il principale aeroporto internazionale di Rio de Janeiro, in Brasile.

## Storia
Edificato sull'Isola del Governatore, a circa venti chilometri dal centro della città, dal 1970 è diventato il principale hub nazionale.

## Collegamenti con la città
La struttura è collegata con la città da due arterie principali che smistano il traffico della metropoli. Per chi è diretto verso la zona Centro e la zona sud, è percorribile la Linha Vermelha, mentre invece per chi è diretto verso la zona ovest di Barra da Tijuca è consigliabile percorrere la Linha Amarela.